# Dernis
Dernis (in croato: Drniš) è una città della regione di Sebenico e Tenin in Croazia. È situata nell'entroterra dalmata chiamata Morlacca (Zagora), di cui è uno dei centri principali, a circa 65 km da Spalato ed è attraversata dal fiume Cigola (Čikola), principale affluente del Cherca. È stazione della linea ferroviaria che collega Zagabria a Spalato.
I paesi più importanti nelle vicinanze di Dernis sono: Verlicca (in croato Vrlika) e Tenin (in croato Knin).

## Storia
Il territorio di Dernis rientrò nei possessi veneti detti novi acquisti, ceduti dall'Impero ottomano nel 1699 in seguito alla pace di Carlowitz e delimitati dal nuovo confine stabilito con la linea Grimani.
Durante la guerra per l'indipendenza della Croazia, Dernis fu occupata dai secessionisti serbi, con il conseguente esodo della popolazione croata.
Tale situazione è perdurata fino all'operazione Tempesta, nell'agosto 1995, in cui la città è stata liberata dalle truppe dell'esercito croato.
La cittadina è stata da allora sottoposta ad estesi lavori di ricostruzione.

## Società

### Evoluzione demografica
Abitanti censiti

## Geografia antropica
Il territorio cittadino è suddiviso in 27 frazioni (naselja), di seguito elencate. Tra parentesi il nome in lingua italiana, generalmente desueto.
- Badanj
- Biočić
- Bogatić
- Brištane
- Drinovci (Dorno[8])
- Drniš
- Kadina Glavica (Cadina Glavizza[9])
- Kanjane (Cagnane[10])
- Kaočine
- Karalić (Caralich[8])
- Ključ (Cluzzi[8])
- Kričke
- Lišnjak
- Miočić
- Nos Kalik (Norzi[8])
- Pakovo Selo
- Parčić (Parcich[10])
- Pokrovnik
- Radonić
- Sedramić
- Siverić
- Širitovci
- Štikovo
- Tepljuh (Tepliu[11])
- Trbunje (Tribuie[11])
- Velušić
- Žitnić